# Phyllonorycter fabaceaella
Phyllonorycter fabaceaella är en fjärilsart som först beskrevs av Kuznetzov 1978.  Phyllonorycter fabaceaella ingår i släktet guldmalar, och familjen styltmalar. Inga underarter finns listade i Catalogue of Life.